# ویل آلن (کشاورز شهری)
ویل آلن (انگلیسی: Will Allen; ۸ فوریهٔ ۱۹۴۹ – ) بازیکن بسکتبال، و کشاورز اهل ایالات متحده آمریکا بود.